# Comitatul Franklin, Nebraska
Comitatul Franklin este unul din cele 93 de comitate din statul Nebraska, Statele Unite ale Americii. Comitatul, care ocupă o suprafață de 1.492 km², avea în anul 2000, 3.574 locuitori, cu o densitate de 2,4 loc./km².
Fondat în anul 1867, comitatul a fost numit în cinstea inventatorului, politicianului și omului de știință Benjamin Franklin.

## Geografie
Comitatul se află în sudul statului Nebraska la granița cu statul Kansas. Comitatul se mărginește cu comitatele: Kearney, Webster, Harlan și Phelps.

## Demografie

Piramida cu vârsta populației din Comitatul Franklin

## Localități
| - Bloomington - Campbell - Franklin - Hildreth | - Naponee - Riverton - Upland |